# Mare d’Oursi
A Mare d'Oursi kis területű, sekély tó Oudalan tartományban Oursi város  közelében Burkina Faso északi  részén.
A tavat regisztrálták a Ramsar, nemzetközileg  jelentős vízi élővilágot tartalmazó listájára. Védett költözőmadarak fészkelnek a Mare d’Oursi mellett.
Oursiban egy víztározó is létesült, amely a lakosokat és szarvasmarháikat látja el vízzel, ha megcsappan a  tó vízszintje a szárazabb időszakokban.

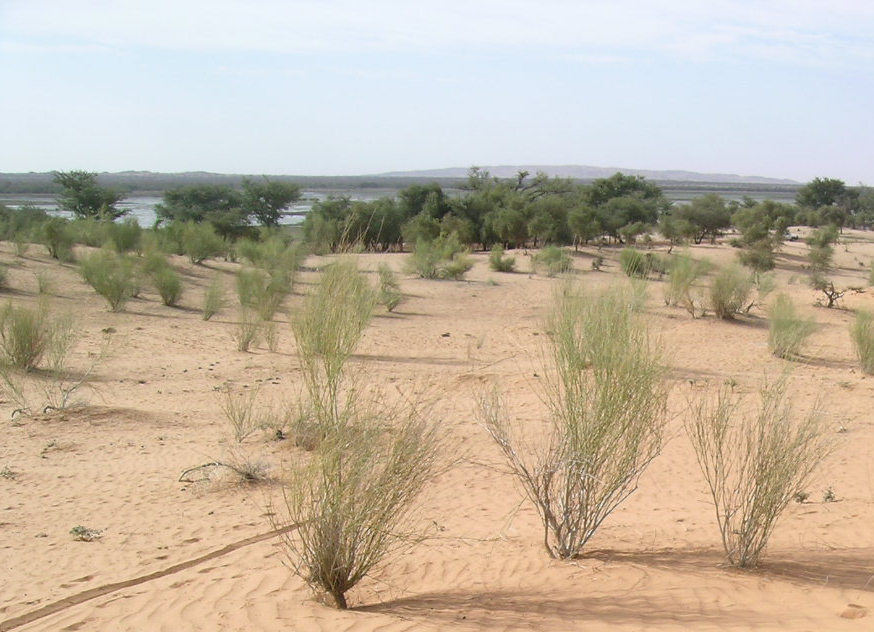
Száhel-övezeti tájkép a Mare d'Oursi mellett. A képen látható növény: Leptadenia pyrotechnica

## Fordítás
- Ez a szócikk részben vagy egészben  a   Mare d'Oursi című angol Wikipédia-szócikk ezen változatának fordításán alapul.  Az eredeti cikk szerkesztőit annak laptörténete sorolja fel. Ez a jelzés csupán a megfogalmazás eredetét és a szerzői jogokat jelzi, nem szolgál a cikkben szereplő információk forrásmegjelöléseként.
- Ez a szócikk részben vagy egészben  a   Mare d'Oursi című német Wikipédia-szócikk ezen változatának fordításán alapul.  Az eredeti cikk szerkesztőit annak laptörténete sorolja fel. Ez a jelzés csupán a megfogalmazás eredetét és a szerzői jogokat jelzi, nem szolgál a cikkben szereplő információk forrásmegjelöléseként.